# Список депутатов Государственной думы Российской империи от Вятской губернии
Государственная дума Российской империи — законосовещательное, позже законодательное учреждение Российской империи; нижняя палата российского парламента (верхней палатой был Государственный совет Российской империи). Всего было 4 созыва Государственной думы.
От Вятской губернии в состав I и II думы избирали тринадцать человек, в состав III и IV — восемь человек. Всего за время существования Государственной думы от губернии было выбрано 42 человека. Среди них было 14 крестьян, 1 мещанин, 1 крупный землевладелец, 1 крупный чиновник. Было также 5 земских врачей, 3 агронома, 4 работника образовательных учреждений, 2 работника периодической печати, 3 рабочих (не являвшихся крестьянами), 6 православных и 2 мусульманских священнослужителя.
Из 42 человек 1 был беспартийным, 10 человек были членами Трудовой группы, 9 — членами Конституционно-демократической партии, 4 — членами партии социалистов-революционеров, 5 человек состояли в Социал-демократической партии, 2 — в Прогрессивной партии, 7 — во фракции правых и по одному человеку состояло в Партии народных социалистов, Крестьянском союзе, Союзе 17 октября и во фракции левых.

## Депутаты
| Легенда |
| --- |
| Член Трудовой группы Член Конституционно-демократической партии Член партии социалистов-революционеров Член Социал-демократической партии Член Прогрессивной партии Член Партии октябристов Член Фракции правых Член партии народных социалистов Член Крестьянского союза Член Фракции левых Беспартийный |

## Государственная дума I созыва

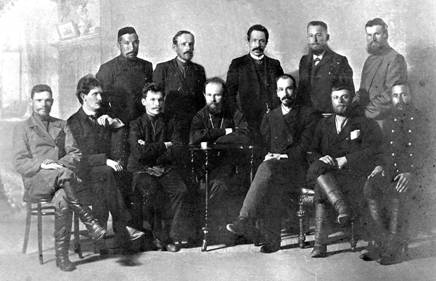
Депутаты I Государственной Думы от Вятской губернии

| Портрет | Портрет                                  | Депутат                       | Даты жизни                                        | Статус                                                                                      | Партийность              | И.     |
| ------- | ---------------------------------------- | ----------------------------- | ------------------------------------------------- | ------------------------------------------------------------------------------------------- | ------------------------ | ------ |
|         | Портрет Бирюкова Николая Игнатьевича     | Бирюков Николай Игнатьевич    | 1872 год — неизвестно                             | крестьянин, рабочий Ижевского оружейного завода                                             | беспартийный             | [ 1 ]  |
|         | Портрет Вихарёва Василия Сильвестровича  | Вихарев Василий Сильвестрович | 1875 год — неизвестно                             | крестьянин, земледелец посёлка Песчаный Полон Талоключенской волости Нолинского уезда       | трудовик                 | [ 3 ]  |
|         | Портрет Корнильева Сергея Михайловича    | Корнильев Сергей Михайлович   | 1869 год — неизвестно                             | земский врач в селе Сосновка Сарапульского уезда                                            | трудовик                 | [ 5 ]  |
|         | Портрет Кузнецова Ивана Осиповича        | Кузнецов Иван Осипович        | 1856 год — после 1937 года                        | крестьянин Коссинской волости Слободского уезда; хлебопашец                                 | трудовик                 | [ 7 ]  |
|         | Портрет Ложкина Сергея Васильевича       | Ложкин Сергей Васильевич      | 1868 год — неизвестно                             | земский врач г. Яранска                                                                     | конституционный демократ | [ 8 ]  |
|         | Портрет Мамаева Егора Петровича          | Мамаев Егор Петрович          | 1868 год — неизвестно                             | крестьянин деревни Морозовка Морозовской волости; прапорщик запаса                          | трудовик                 | [ 9 ]  |
|         | Портрет Нечаева Виктора Саввича          | Нечаев Виктор Саввич          | 1872 год — неизвестно                             | Инспектор народных училищ Елабужского уезда                                                 | конституционный демократ | [ 10 ] |
|         | Портрет Овчинникова Ивана Никифоровича   | Овчинников Иван Никифорович   | 1863 год — неизвестно                             | агроном, управляющий имением в селе Савалей Малмыжского уезда; уездный и губернский гласный | конституционный демократ | [ 12 ] |
|         | Портрет Огнёва Николая Васильевича       | Огнёв Николай Васильевич      | 25 ноября (7 декабря) 1864 — 20 августа 1918 года | протоиерей Яранского уезда                                                                  | конституционный демократ | [ 13 ] |
|         | Портрет Садырина Павла Александровича    | Садырин Павел Александрович   | 15 (27) февраля 1877 — 16 сентября 1938 года      | агроном в Гвоздеевской волости Котельничского уезда                                         | конституционный демократ | [ 15 ] |
|         | Портрет Тумбусова Степана Яковлевича     | Тумбусов Степан Яковлевич     | 1873 год — неизвестно                             | крестьянин Яранского уезда                                                                  | трудовик                 | [ 17 ] |
|         | Портрет Хусаинова Шамсутдина Хусаиновича | Хусаинов Шамсутдин Хусаинович | 1878 год — после 1927 года                        | мулла                                                                                       | конституционный демократ | [ 19 ] |
|         | Портрет Целоусова Павла Филипповича      | Целоусов Павел Филиппович     | 1877 год — неизвестно                             | сельский учитель                                                                            | трудовик                 | [ 19 ] |

## Государственная дума II созыва

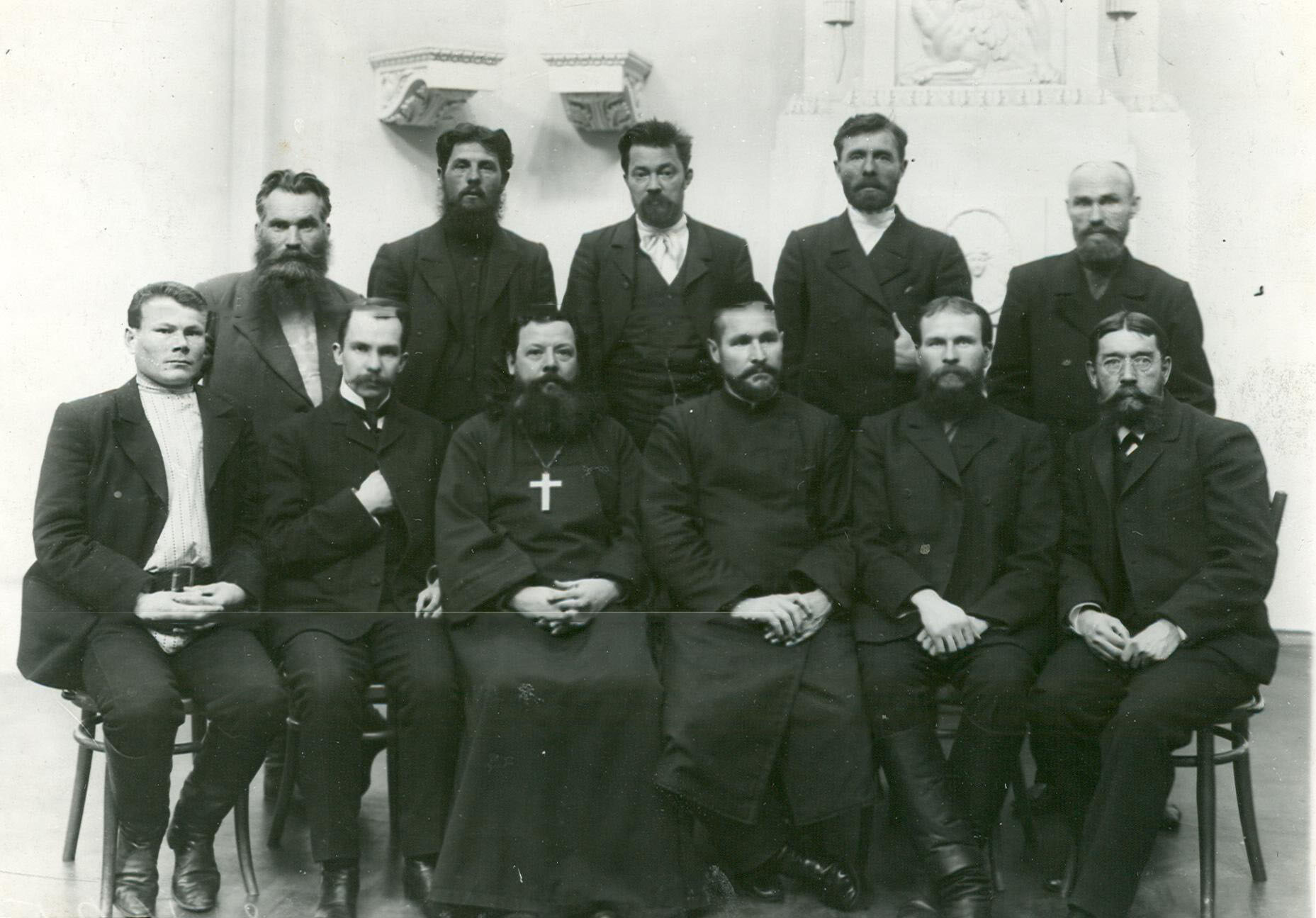
Депутаты II Государственной Думы от Вятской губернии
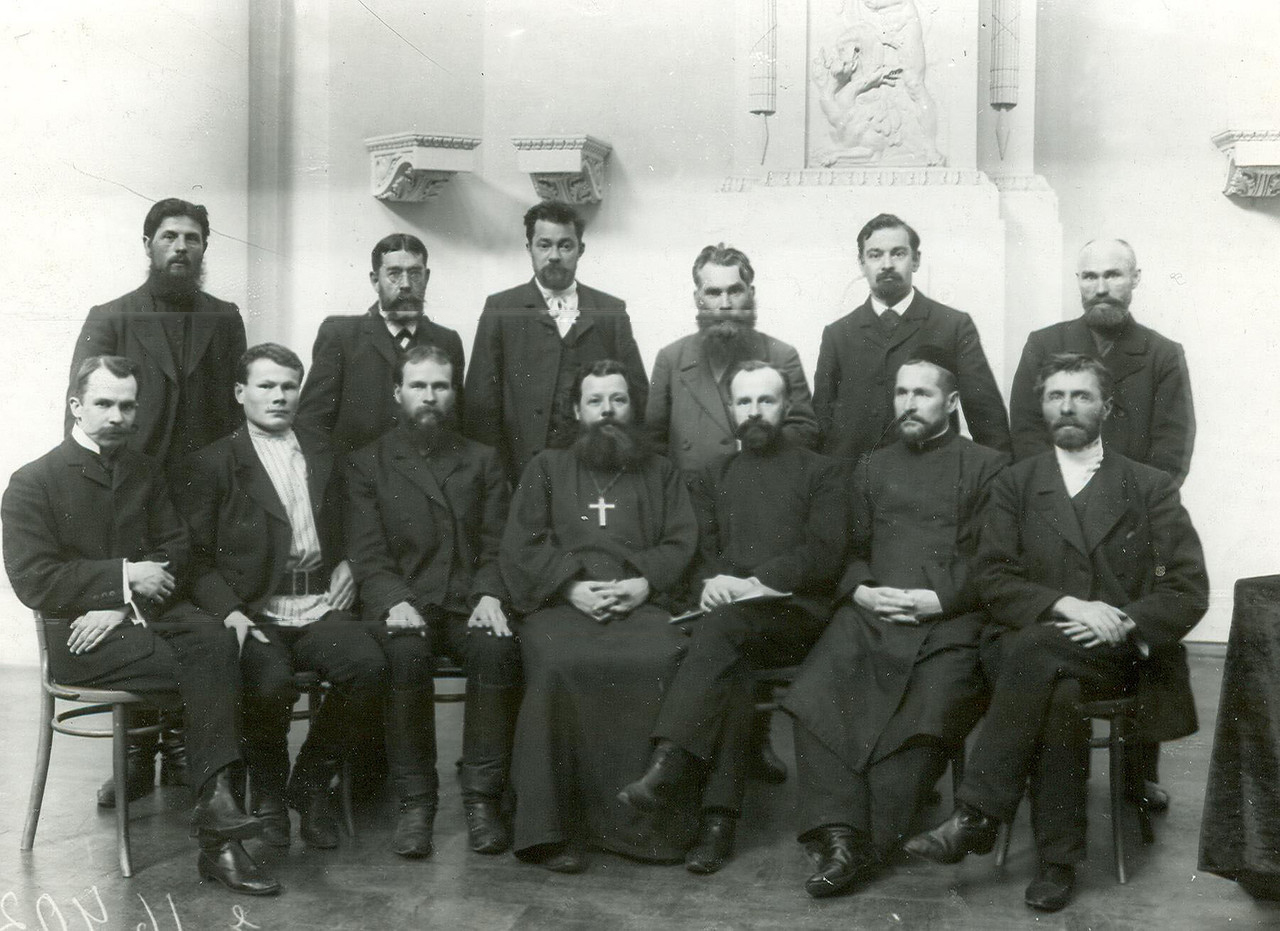
Депутаты II Государственной Думы от Вятской губернии

| Портрет | Портрет                                     | Депутат                               | Даты жизни                                 | Статус                                                                               | Партийность            | И.     |
| ------- | ------------------------------------------- | ------------------------------------- | ------------------------------------------ | ------------------------------------------------------------------------------------ | ---------------------- | ------ |
|         | Портрет Алашеева Николая Валериановича      | Алашеев Николай Валерианович          | 1869 год — 1918                            | землевладелец села Токмашка Елабужского уезда, гласный губернского земского собрания | социалист-революционер | [ 20 ] |
|         | Портрет Бодрова Александра Владимировича    | Бодров Александр Владимирович         | 1860 год — 1931 год                        | земский врач в Уржуме                                                                | социал-демократ        | [ 22 ] |
|         | Портрет Ерогина Михаила Михайловича         | Вахрушев Василий Алексеевич           | 1864 год — неизвестно                      | рабочий Воткинского завода                                                           | социал-демократ        | [ 23 ] |
|         | Портрет Деларова Дмитрия Ивановича          | Деларов Дмитрий Иванович              | 1864 год — после 1917 года                 | агроном                                                                              | народный социалист     | [ 25 ] |
|         | Портрет Ефремова Лаврентия Александровича   | Ефремов Лаврентий Александрович       | 1879 год — после 1917 года                 | крестьянин деревни Чеканер Малощегловской волости Яранского уезда                    | социалист-революционер | [ 27 ] |
|         | Портрет Зайцева Михаила Герасимовича        | Зайцев, Михаил Герасимович            | 1864 год — 1909 год                        | земский врач Сарапульской городской больницы                                         | социалист-революционер | [ 29 ] |
|         | Портрет Массагутова Хабирахмана Сатдиковича | Масагутов Хабибрахман Ахметситдикович | 4 июля 1862 год — апрель 1921 год          | ахун 1-й Соборной мечети деревни Морты                                               | трудовик               | [ 30 ] |
|         | Портрет Наумова Ивана Афанасьевича          | Наумов Иван Афанасьевич               | 1870 год — 1940 года                       | крестьянин, сотрудник «Вятской Газеты»                                               | левый                  | [ 32 ] |
|         | Портрет Салтыкова Сергея Николаевича        | Салтыков Сергей Николаевич            | 1 октября 1872 года — 11 декабря 1937 года | книгоиздатель и редактор «Русского экономиста»                                       | социал-демократ        | [ 33 ] |
|         | Портрет Тихвинского Фёдора Васильевича      | Тихвинский Фёдор Васильевич           | 1862 год — после 1917 года                 | священник села Чудиново                                                              | крестьянский союз      | [ 35 ] |
|         | Портрет Финеева Ивана Лаврентьевича         | Финеев Иван Лаврентьевич              | 1867 год — неизвестно                      | крестьянин деревни Чириково Тербиловской волости Уржумского уезда; волостной писарь  | прогрессист-народник   | [ 37 ] |
|         | Портрет Шабалина Якова Семёновича           | Шабалин Яков Семёнович                | 1869 год — неизвестно                      | крестьянин деревни Жуковляны Котельничского уезда                                    | социалист-революционер | [ 39 ] |
|         | Портрет Шешина Владимира Ивановича          | Шешин Владимир Иванович               | 1863 год — 1912 год                        | крестьянин деревни Шадричи Орловского уезда                                          | трудовик               | [ 41 ] |

## Государственная дума III созыва
| Портрет | Портрет                                  | Депутат                       | Даты жизни                   | Статус                                                          | Партийность              | И.     |
| ------- | ---------------------------------------- | ----------------------------- | ---------------------------- | --------------------------------------------------------------- | ------------------------ | ------ |
|         | Портрет Астраханцева Егора Павловича     | Астраханцев Егор Павлович     | 1875 год — неизвестно        | слесарь Ижевского завода                                        | социал-демократ          | [ 42 ] |
|         | Портрет Бакина Матвея Петровича          | Бакин Матвей Петрович         | 1870 год — неизвестно        | земский врач Малмыжского уезда                                  | конституционный демократ | [ 44 ] |
|         | Портрет Башкирова Василия Ивановича      | Башкиров Василий Иванович     | 1857 год — неизвестно        | городской голова Елабуги                                        | конституционный демократ | [ 45 ] |
|         |                                          | Кропотов Александр Егорович   | 31 марта 1874 год — 1934 год | крестьянин села Токтайбеляка Уржумского уезда, волостной писарь | трудовик                 | [ 47 ] |
|         | Портрет Липягова Сергея Семёновича       | Липягов Сергей Семёнович      | 1867 год — неизвестно        | инспектор Вятского духовного училища                            | конституционный демократ | [ 48 ] |
|         |                                          | Мерзляков Иван Луппович       | 1874 год — неизвестно        | крестьянин Козловской волости Сарапульского уезда               | трудовик                 | [ 49 ] |
|         | Портрет Попова Александра Александровича | Попов Александр Александрович | 1868 год — неизвестно        | священник села Берёзово                                         | прогрессист              | [ 50 ] |
|         | Портрет Путятина Василия Петровича       | Путятин Василий Петрович      | 1878 год — неизвестно        | чертёжник Пудемского завода                                     | социал-демократ          | [ 51 ] |

## Государственная дума IV созыва

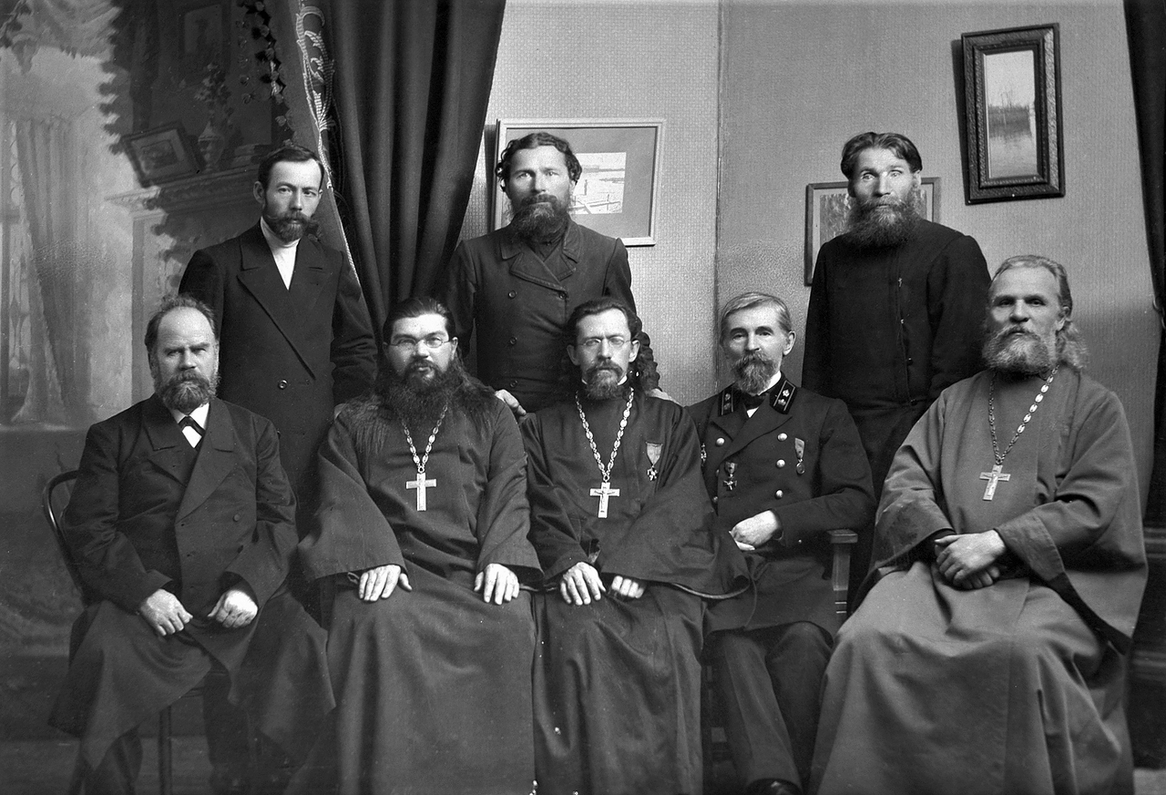
Депутаты IV Государственной Думы от Вятской губернии

| Портрет | Портрет                               | Депутат                              | Даты жизни                                     | Статус | Партийность | И.     |
| ------- | ------------------------------------- | ------------------------------------ | ---------------------------------------------- | --- | ----------- | ------ |
|         | Портрет Городилова Кузьмы Егоровича   | Городилов Козьма Егорович            | 1853 год — неизвестно                          | крестьянин д. Кукморы Архангельской волости Нолинского уезда; волостной судья                                      | правый      | [ 53 ] |
|         | Портрет Жилина Николая Васильевича    | Жилин Николай Васильевич             | 28 октября 1850 года — после 1917 года         | смотритель Глазовского духовного училища                                                                           | правый      | [ 55 ] |
|         | Портрет Калинина Савелия Андреевича   | Калинин Савелий Андреевич            | 1 октября 1873 года — 1920-е годы              | крестьянин д. Чесноки Вожгальской волости Вятского уезда; приказчик чайного магазина, уездный и губернский гласный | октябрист   | [ 57 ] |
|         | Портрет Караваева Иоанна Михайловича  | Короваев (Караваев) Иоанн Михайлович | 13 января 1868 года — 15 февраля 1938 года     | протоиерей, настоятель Троицкого собора в Уржуме                                                                   | правый      | [ 59 ] |
|         | Портрет Попова Стефана Александровича | Попов Стефан Александрович           | 29 июля 1864 — после 1917 года                 | протоиерей, настоятель Вознесенского собора в городе Слободской                                                    | правый      | [ 61 ] |
|         | Портрет Стародумова Николая Павловича | Стародумов Николай Павлович          | 30 апреля 1856 года — после 30 марта 1927 года | мещанин, губернский секретарь, председатель Яранской городской управы                                              | правый      | [ 63 ] |
|         | Портрет Сырнева Сергея Васильевича    | Сырнев Сергей Васильевич             | 30 апреля 1858 года — после 1917 года          | протоиерей, настоятель Троицкого собора в Котельниче                                                               | правый      | [ 65 ] |
|         | Портрет Тарасова Касьяна Антоновича   | Тарасов Касьян Антонович             | 27 февраля 1865 года — 26 сентября 1918        | крестьянин деревни Михали Киселёвской волости Котельничского уезда; волостной судья                                | правый      | [ 68 ] |

## Комментарии
1. ↑  По другим данным 1869
2. ↑  По другим данным 1873
3. ↑  По другим данным 1859
4. ↑  С ноября 1916 в группе сторонников Н. Е. Маркова
5. ↑  Со 2-й сессии думы во фракции прогрессистов
6. ↑  С августа 1915 во фракции Прогрессивных националистов
7. ↑  По другим данным 1865
8. ↑  С 1916 в Независимых правых группе
9. ↑  По другим данным 1855
10. ↑  С 1916 в Независимых правых группе
11. ↑  По другим данным 1859
12. ↑  С августа 1915 во фракции Прогрессивных националистов
13. ↑  По другим данным 1866
14. ↑  С 1916 в Независимых правых группе